# Pintor de Pistóxeno

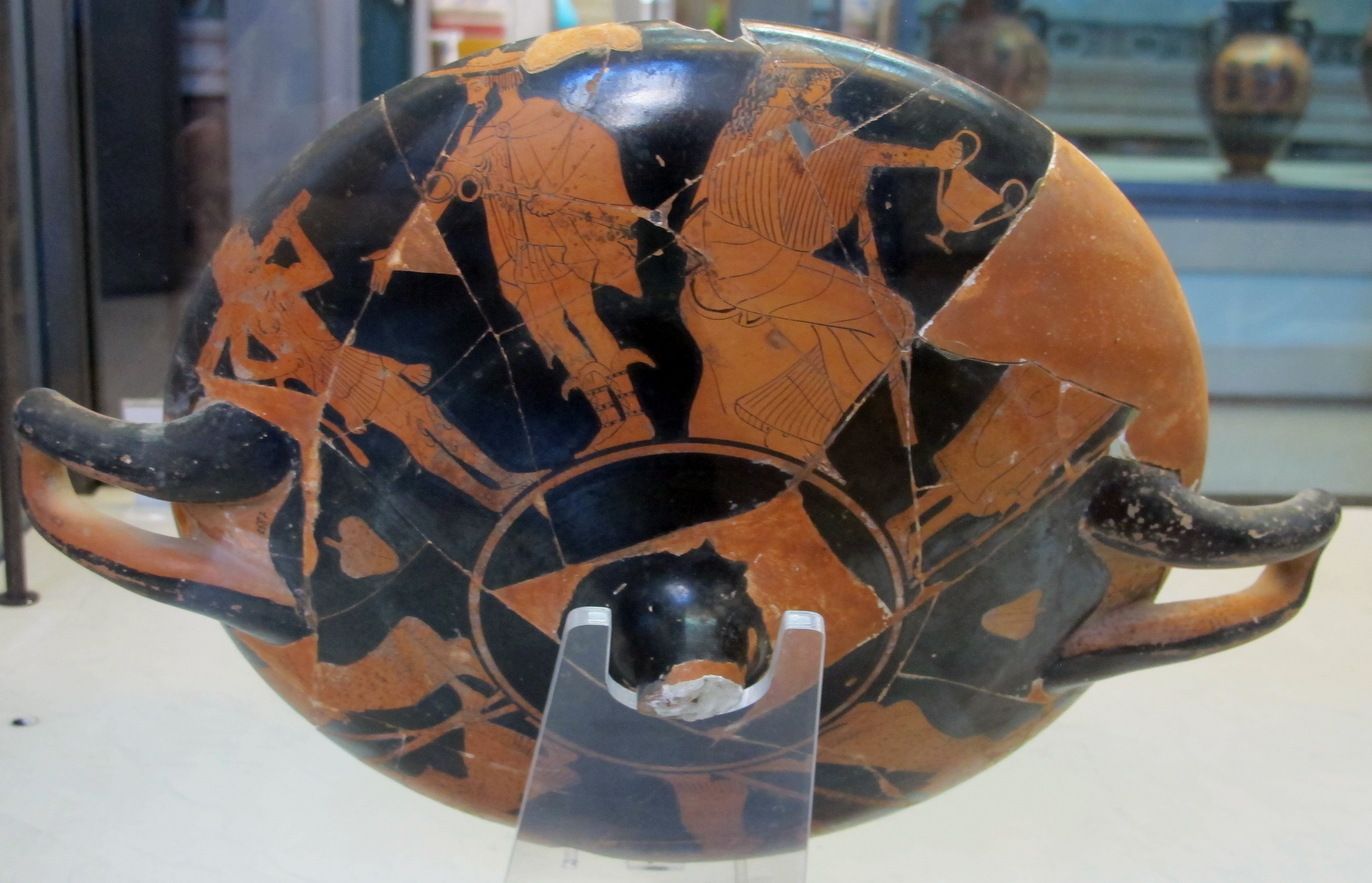
Kílix de figuras rojas. Orvieto, Museo Faina.

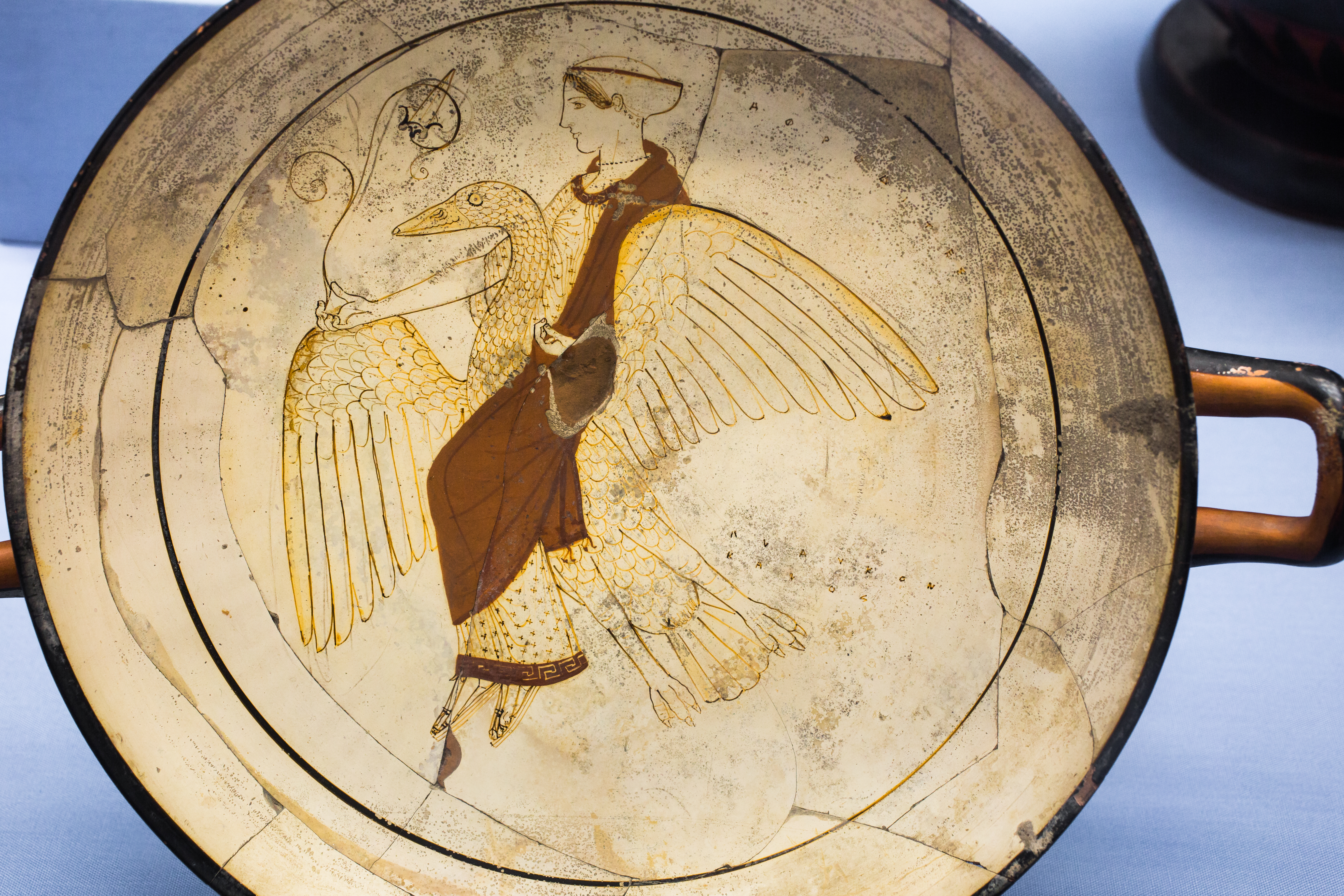
Tondo de un kílix ático, que representa a Afrodita volando sobre un ganso, es una pintura de vasos sobre fondo blanco del Pintor de Pistóxeno, c. 460 a. C., Museo Británico 1864,1007.77.

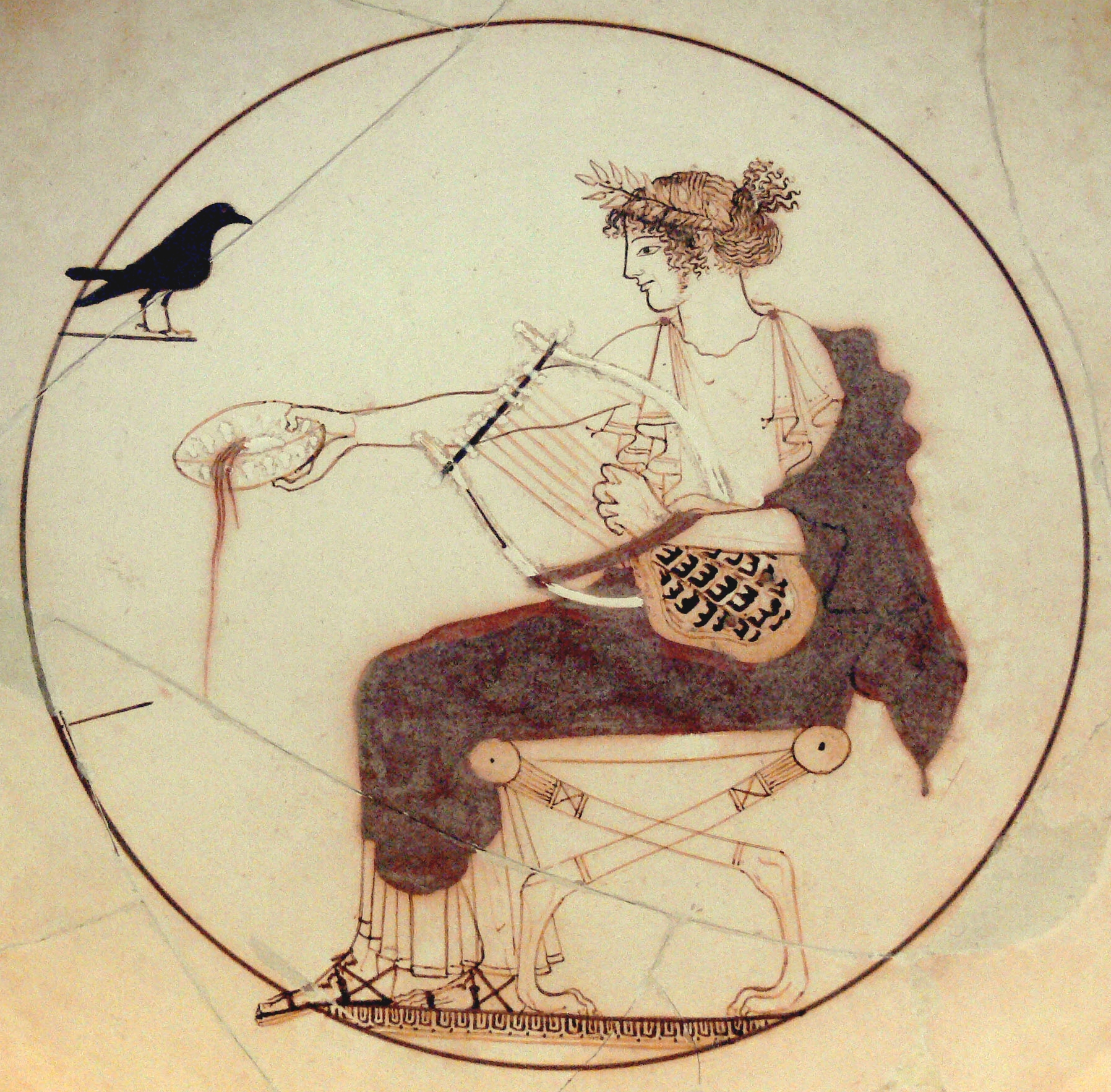
Apolo y su cuervo, copa de fondo blanco, cuyo nombre es Kílix de Apolo. Museo Arqueológico de Delfos 8140.

El pintor griego de vasos de principios del período clásico, conocido como el Pintor de Pistóxeno, fue un importante pintor ateniense de vasos del estilo de figuras rojas. Su obra puede datarse entre el 480 y el 460 a. C.
Recibió su nombre convenido por un escifo, pintado por él y firmado por el alfarero Pistóxeno (ΠΙΣΤΟΧΣΕΝΟΣ ΕΠΟΙΕΣΕΝ – ‘Pistóxeno’), que se conserva en Schwerin hoy en día. Muestra las lecciones de música de Ificles con Lino y Heracles con su sirviente tracio tatuado Geropso. Comenzó su formación con el Pintor de Antifón en el taller de Eufronio. Aquí se especializó en las copas, que pintó en estilo de figuras rojas. También hay algunas de fondo blanco, que están entre sus mejores obras. 
Fue uno de los primeros pintores de kílices tipo C del período clásico temprano, que se distinguió particularmente por sus obras sobre fondo blanco|fondo blanco que fueron realizadas en los tondos  de estos vasos. Uno de los detalles más llamativos del estilo clásico, plenamente plasmado por primera vez en sus obras y su colega, el Pintor de Pentesilea, es la mirada cautivadora (expresión) de las figuras representadas.
El interior de un kílix del Museo Británico (Museo Británico 1864, 1007.77) muestra a Afrodita elegantemente sentada sobre un gran ganso en vuelo (la representación se adapta perfectamente al espacio circular del tondo). La grácil diosa luce un modesto gorro o sacco, un largo vestido rojo y delicadas sandalias, sosteniendo una hoja rizada de una planta en una mano. Todavía utilizaba la línea negra sobre fondo blanco en sus vasos más antiguos (p. ej. en fragmentos del vaso de Berlín, Antikensammlung: F2282) para los contornos de sus figuras, en el vaso con Afrodita (o también en el fragmento del vaso de Tarento – Museo arqueológico nacional – que representa a un sátiro atacando a una ménade  ya utiliza una línea fina de color marrón dorado ("esmalte" fino), que da a los contornos una mayor calidez.  Fue uno de los primeros pintores en utilizar la nueva técnica de cuatro colores (rojos, marrones y morados), que se caracterizaba por el barniz, los colores opacos y en algunos casos el dorado. Esta pintura a menudo recuerda a la pintura monumental. Todo esto le  convierte en uno de los primeros decoradores de vasos que realmente logró crear "pinturas". Esta policromía sobre fondo blanco, desarrollada posteriormente especialmente en los lécitos funerarios, brindó a los pintores de vasos nuevas posibilidades que no se aprovecharon plenamente. El fondo blanco (capa) sobre el que tanto resaltaban los colores se desprendía con facilidad, y el número de colores conocidos por los griegos que soportaban la temperatura del horno era aún limitado en aquella época.
Los motivos más importantes de su trabajo son los caballos, los guerreros y las escenas con tíasos.  En sus últimos trabajos, el artista incluso se abstuvo de usar la línea en relieve. También hay una cierta proximidad con el Pintor de Pentesilea. Las inscripciones kalós en la pintura de Pistóxeno son Lisis, Glaucón y Megacles.
En un lateral del escifo de figuras rojas de Schwerin, —firmado por el alfarero Pistóxeno— hay un joven y una esclava anciana, encorvada y arrugada, con escasa dentadura. Sus tatuajes, menos sofisticados y toscos, que consisten en rayas irregulares en la cara interna del antebrazo y otras a lo largo del empeine, sugieren que la anciana podría provenir de Tracia. El pintor se inspiró, sin duda, en la figura de una esclava doméstica, a quien pudo haber visto en Atenas. En el anverso del jarrón, donde está firmado el alfarero Pistóxeno, un hombre canoso con barba aún oscura, sentado en una silla, muestra cómo tocar la lira a un atento joven que se sienta frente a él con su instrumento. Estas escenas escolares eran populares en aquella época. Pero él transpuso estas escenas de la vida ateniense de la época al mundo de los héroes míticos. El joven representado aquí se llama Heracles según la inscripción y está acompañado por una mujer tracia identificada como (esclava) «Geropso». En el reverso del vaso, el amo se llama Lino según la inscripción, y su alumno es el hermano gemelo de Heracles, Ificles. Mientras que Heracles fue engendrado por Zeus, Ificles era hijo de Anfitrión, el marido mortal de su madre Alcmena (las representaciones de Ificles en pinturas sobre vasos son relativamente raras). Cuatro personajes diferentes están fuertemente caracterizados: un joven héroe feroz, su amable hermano, un anciano civilizado y una anciana bárbara. La distinción entre vejez y juventud, gentileza y violencia, civilización y barbarie, es típica del estilo clásico temprano en las representaciones.
Debido a su estilo, solo se le atribuyen un número relativamente pequeño de obras, pero produjo casi todas ellas al más alto nivel artístico.